# 아사노촌 (가가와현 나카타도군)
아사노촌(일본어: 麻野村)은 일본 가가와현 나카타도군에 설치되었던 촌이다. 현재의 젠쓰지시에 해당한다.

## 역사
- 1890년 2월 15일 - 정촌제 시행에 수반해 나카타도군 아사노촌이 성립하였다.
- 1899년 4월 1일 - 다도군이 나카군과 합병해, 나카타도군이 되었다.
- 1901년 11월 3일 - 나카타도군 젠쓰지촌, 요시다촌과 합병, 정으로 승격 젠쓰지정이 신설해 소멸하였다.

## 참고 문헌
- 角川日本地名大辞典編纂委員会, 『角川日本地名大辞典 43 香川県』, 1985, 角川書店
- 東洋新報社編『大正人名辞典』東洋新報社、1917年。